# Nódulo pulpar
Nódulos pulpares são massas calcificadas que podem surgir dentro da polpa do dente, seja na câmara pulpar ou nos canais radiculares.
São classificados tanto pela estrutura que os formou, quanto pela localização:
- Por estrutura:
  - Nódulos pulpares verdadeiros: formados pelos odontoblastos e constituídos por dentina;
  - Nódulos pulpares falsos: formados pela mineralização de células da polpa a partir de sua degeneração;
- Por localização:
  - Livres: completamente cercados por polpa;
  - Aderidos: parcialmente fundidos à dentina;
  - Entremeados: completamente cercados por dentina.

## Sinais e sintomas
Nódulos pulpares são assintomáticos, não sendo fonte de dor, desconforto ou pulpite. O dente com o nódulo pulpar possui aparência normal, e o número de calcificações pode variar entre uma a múltiplas, com tamanhos variáveis (de partículas pequenas a massas largas que podem obliterar o espaço da câmara pulpar). São mais frequentemente encontrados na região coronal, na câmara pulpar, mas também podem acometer a polpa radicular.

## Aspectos radiográficos e histológicos
Radiograficamente, os nódulos pulpares se apresentam como lesões radiopacas de formato redondo ou ovoide dentro da câmara pulpar de um dente.
Histologicamente, os nódulos pulpares podem ser classificados em regulares e irregulares: os regulares são lisos, ovoides ou redondos com calcificações concêntricas, normalmente encontrados na câmara pulpar; os irregulares são em formato de folha ou compridos, sem laminação, e de superfície rugosa, mais frequentemente encontrados na polpa radicular. Raramente pode ocorrer formação de nódulos pulpares ao redor de células epiteliais, como nos remanescentes epiteliais da bainha de Hertwig, na raiz, que induzem a diferenciação de células-tronco mesenquimais em odontoblastos.

## Causas
Calcificações pulpares podem ocorrer por diversos motivos:
- Degeneração pulpar;
- Idade avançada;
- Distúrbios hemodinâmicos dentro da polpa;
- Agentes irritantes locais como lesões de cárie, capeamento pulpar, fraturas dentárias, restaurações profundas e doença periodontal;
- Movimentação ortodôntica;
- Transplante dentário;
- Traumatismo dentário.

Estímulos crônicos de irritação podem levar a uma reação de defesa do complexo dentinopulpar, levando à formação de calcificações de forma semelhante à formação de dentina terciária. Além disso, a idade reduz o tamanho da polpa por formação de dentina secundária ou terciária, favorecendo a formação de nódulos pulpares.
Outros fatores de risco incluem:
- Suplementação com flúor;
- Hipervitaminose D;
- Predisposição genética, como dentinogênese imperfeita e displasia dentinária.

## Epidemiologia
A sua prevalência varia entre 8 a 9% da população mundial, acometendo frequentemente pacientes na quarta década de vida ou mais velhos, e afetando mais dentes superiores. Os nódulos pulpares afetam mais os molares, especialmente os primeiros molares, e dentes com restaurações ou lesões de cárie possuem uma incidência maior comparado aos dentes hígidos.

## Diagnóstico
O diagnóstico é radiográfico.
Os nódulos pulpares possuem correlação com outras doenças, como:
- Doenças cardiovasculares: aumentam a incidência de nódulos pulpares, e há a possibilidade de correlação com calcificação da artéria carótida;
- Doença renal em estágio final;
- Síndrome de Marfan;
- Síndrome de Ehlers-Danlos;
- Calcinose universal;
- Calcinose tumoral;
- Dentinogênese imperfeita;
- Displasia dentinária.

## Prognóstico e tratamento
Os nódulos pulpares não possuem importância clínica, a menos que o dente afetado necessite de tratamento endodôntico: nesses casos, grandes nódulos podem bloquear o acesso aos canais radiculares e impedir a instrumentação endodôntica, e precisam ser removidos com pontas diamantadas ou ponta de ultrassom, com auxílio de irrigação de hipoclorito de sódio.